# US Open 1966 (Badminton)
Die US Open 1966 im Badminton fanden in New Britain statt. Sie waren in diesem Jahr gleichzeitig auch die nationalen Titelkämpfe.

## Finalergebnisse
| Disziplin    | Sieger                         | Finalist                    | Ergebnis     |
| ------------ | ------------------------------ | --------------------------- | ------------ |
| Herreneinzel | Tan Aik Huang                  | Yew Cheng Hoe               | 15–5, 15–1   |
| Dameneinzel  | Judy Hashman                   | Sharon Whittaker            | 11–6, 11–0   |
| Herrendoppel | Ng Boon Bee Tan Yee Khan       | Don Paup Jim Poole          | 15–7, 15–12  |
| Damendoppel  | Judy Hashman Sue Peard         | Ursula Smith Ulla Strand    | 15–5, 15–5   |
| Mixed        | Wayne Macdonnell Tyna Barinaga | Rolf Paterson Marjory Shedd | 15–12, 15–10 |